# Арсеничев, Михаил Иванович
Михаил Иванович Арсеничев (1894, Каменское, Екатеринославская губерния — 15 июля 1919) — российский революционер, участник борьбы за власть Советов в Екатеринославской губернии.

## Биография
Родился в семье потомственного рабочего.
В 1911 году, работая в котельном цехе на Днепровском металлургическом заводе, вступил в ряды большевистской партии. Печатал и распространял листовки, выступал на митингах. Активная революционная деятельность М. И. Арсеничева была замечена царской охранкой и ему пришлось срочно покинуть Каменское. В дальнейшем работал на заводах Санкт-Петербурга и Бежицы, занимался там революционной пропагандой. В начале 1916 года возвратился в Екатеринославскую губернию, чтобы стать во главе бастующих металлургов Днепровского завода. Царская полиция жестоко расправилась с рабочими, арестовала руководителей стачечного комитета. Из сибирской тюрьмы освободила Февральская революция. Он направился в Петроград, где разворачивались главные события, слушал выступление В. И. Ленина на Финляндском вокзале после возвращения из вынужденной эмиграции.
В том же 1917 году вернулся из сибирской ссылки в Каменское, где вскоре возглавил большевистскую организацию Днепровского завода. При его участии объединённая Каменская организация РСДРП оформилась как большевистская. Был председателем Каменского комитета РСДРП(б), членом исполкома, а с января 1918 года — заместитель председателя Каменского Совета рабочих депутатов. Делегат 2-го и 3-го Всероссийских съездов Советов. В 1918 году в подполье, делегат I съезда КП(б)У. С конца 1918 года — заместитель заведующего отделом внутренних дел Временного рабоче-крестьянского правительства Украины. После Октябрьской революции — член Каменского ревкома, будучи выбран на пост комиссара по народному образованию. Включился в борьбу с безработицей, за усиление рабочего контроля над производством, организацию народной милиции, установление Советской власти в окрестных сёлах и проведение различных социалистических преобразований.
Создал отряд Красной гвардии, членом штаба которого стал. Первое боевое крещение комиссар Арсеничев получил в марте 1918 года в бою с гайдамацкими бандами, где его отряд одержал первую победу. В 1919 году, во время борьбы против деникинщины, командовал батальоном. К городу прорывались кайзеровские войска. В конце марта в районе станции Пятихатки и села Яковлевка их остановил отряд Красной гвардии, однако силы были неравны и каменчанам пришлось отступить. В тот день оккупанты недосчитались многих солдат и офицеров, но и рабочие понесли ощутимые потери. Сдерживать продвижение австро-германских захватчиков становилось невозможным; отбивая атаки, боевые отряды Днепровского и Брянского заводов сначала отошли в Каменское, Екатеринослав, а потом дальше на восток, где соединились с регулярными войсками Красной армии.
Вместе с красноармейцами ушла основная масса каменских большевиков, но Михаил Иванович Арсеничев с большой группой товарищей по решению партийного комитета остался в Каменском для подпольной работы. В июле 1919 года арестован и замучен до смерти деникинцами. Настали нелёгкие дни оккупации, подпольщики собирали оружие и боеприпасы, распространяли среди населения листовки и газеты. Когда в 1918 году в Германской империи произошла Ноябрьская революция, подпольный комитет решил предъявить немецкому командованию ультиматум. Сделать это поручили Михаилу Арсеничеву, Степану Левандовскому и Ивану Харитонову. Однако на требование большевиков немедленно разоружиться и вывести гарнизон из города оккупанты ответили отказом, арестовали парламентёров и угрожали им расправой. Руководство подпольной организацией взял на себя А. М. Лихоманов. Вместе с членами комитета он разработал план операции по освобождению товарищей и при помощи партизан успешно его осуществил. Эшелон с австро-германскими войсками был встречен в степи и разгромлен.
После изгнания оккупантов и уничтожения контрреволюционных группировок в феврале 1919 года в Каменском наступило временное затишье. Оставаясь руководителем местной большевистской организации и комиссаром по народному образованию, Арсеничев в это время возглавлял и работу Совета рабочих депутатов. Кроме Днепровского металлургического завода, по решению Совета для быстрейшего удовлетворения потребностей фронта были национализированы некоторые мелкие промышленные предприятия. Сотни каменчан добровольно вступили в ряды Красной армии, а те, кто остался, ремонтировали на Днепровском заводе бронепоезда и бронепароходы Днепровской военной флотилии. Изнуряющая работа и постоянное недоедание давали о себе знать каждому, ухудшилось здоровье и у Арсеничева, сказался лёгочный туберкулёз, нажитый ещё в ссылке. Однако о лечении он и не помышлял, продолжая работать.
Летом 1919 года Михаил Иванович возглавил отряд каменских рабочих, который вышел навстречу белогвардейцам. В тяжёлых боях под Синельниковым отряд был разбит. Арсеничев и его боевой друг И. Н. Харитонов остались в Екатеринославе для организации подпольной борьбы. Немногим более двух недель работали они в подполье. В июле по доносу провокатора Арсеничев и Харитонов были схвачены деникинской контрразведкой и после пыток расстреляны. Через год их останки перевезли в Каменское и похоронили на Базарной площади, где ныне расположен памятник «Прометей».

## Память
- Его именем был назван Днепровский государственный технический университет, в котором учился Л. И. Брежнев;
- Имя выбито на чугунной мемориальной плите у основания монумента «Прометей» в Каменском[1];
- Улица Арсеничева в Каменском;
- Внесён в список лиц, подпадающих под закон о декоммунизации на Украине[2][3].